# Метеорит Мораско (заповідник)

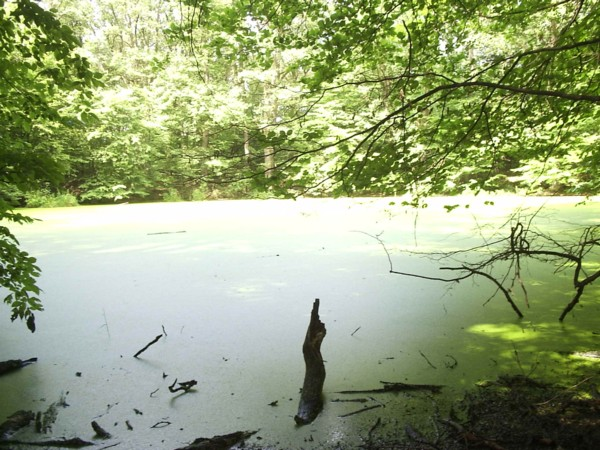
Ставок в кратері

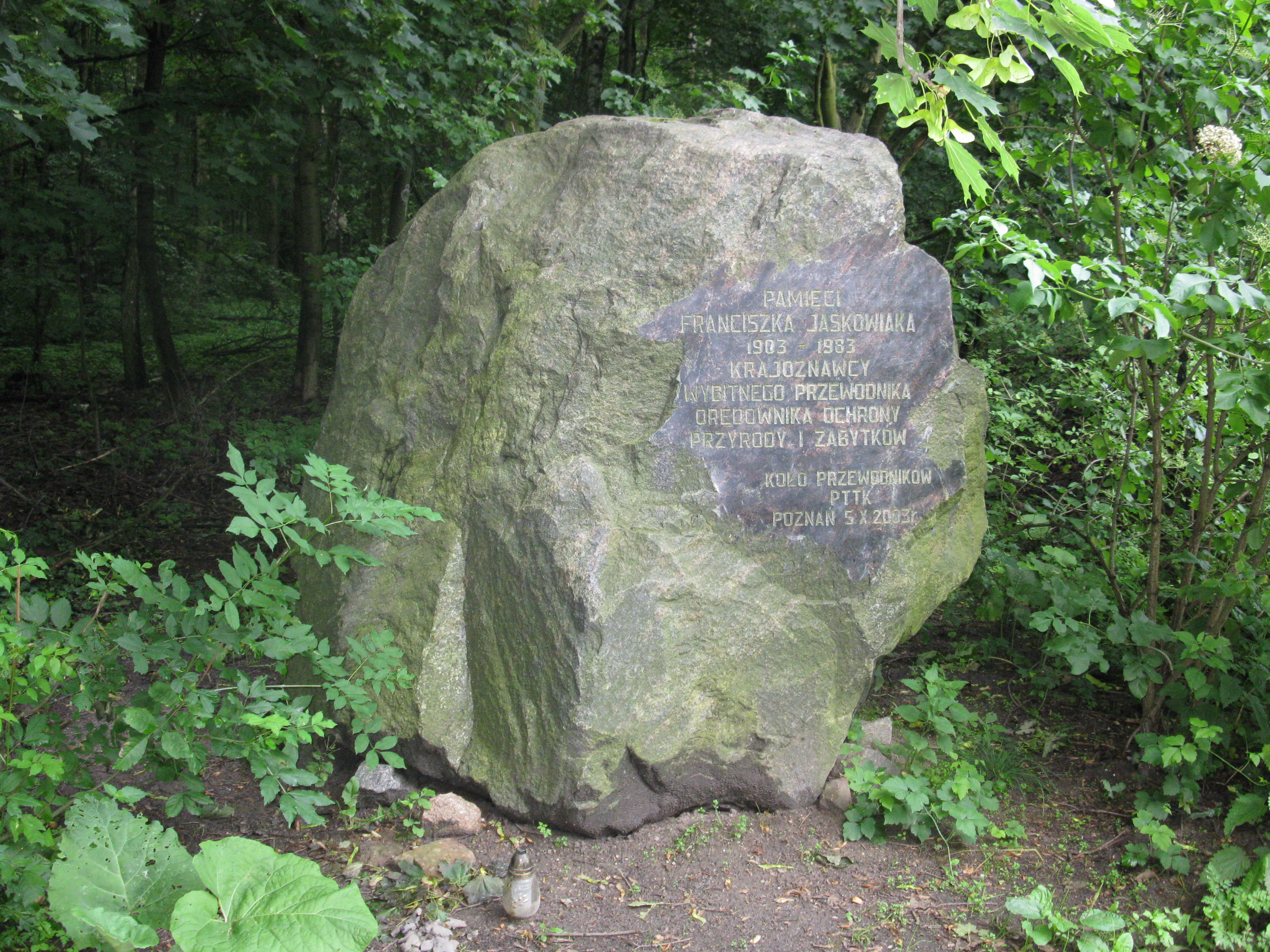
Валун, присвячений Францішеку Ясковяку

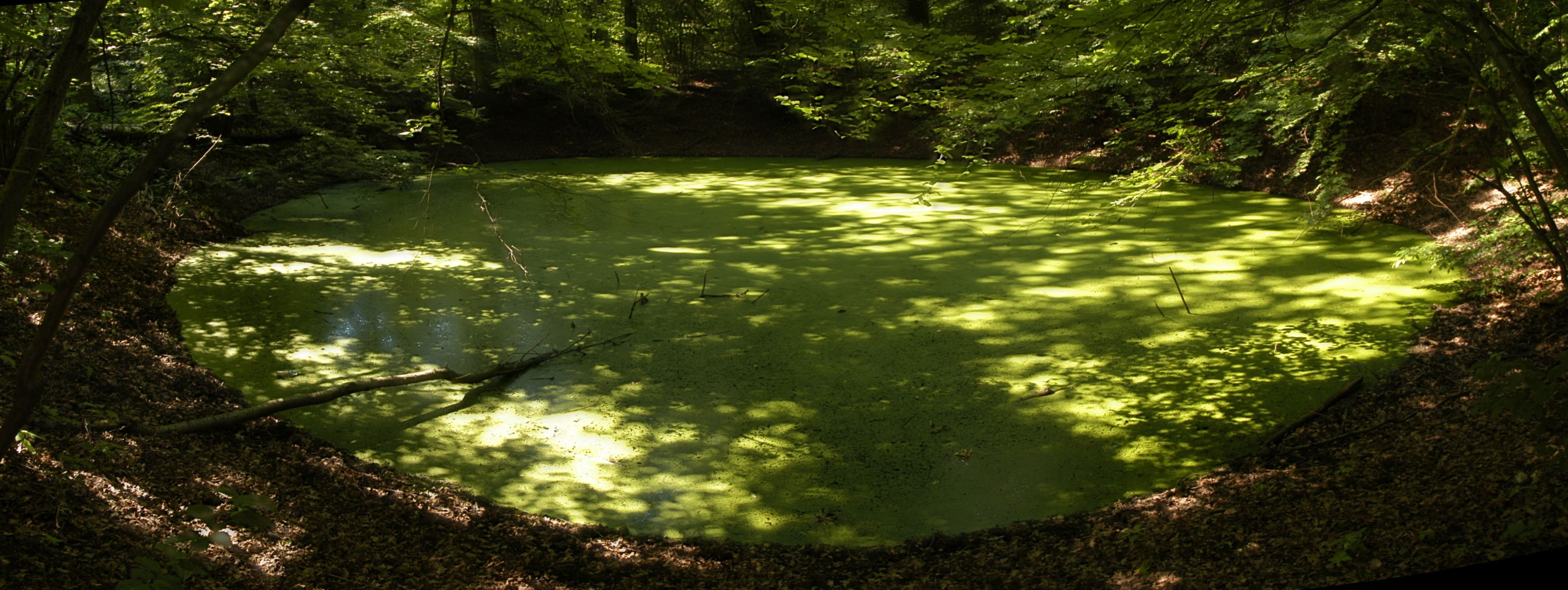
Заповнений водою кратер "C"

Метеорит Мораско — ландшафтний і лісовий природний заповідник, заснований 24 травня 1976 року, розташований у північній частині Познані, в районі Мораско, безпосередньо межує з Сухи-Лясом. На його території знаходяться кратери, які, на думку більшості дослідників, утворилися в результаті падіння метеорита Мораско близько 5000 років тому. Заповідник знаходиться під наглядом Лопухувської лісничої інспекції.
Заповідник займає площу 54,28 га  (в акті заснування зазначено 53,79 га). Навколо заказника створено буферну зону площею 101,66 га.
На території заповідника знаходиться найвищий пагорб Познані - Гора Мораска та невелике льодовикове озеро площею 0,2 км² - Зимна Вода.
Через заповідник  пішохідна стежка до Метеорного заповідника.

## Природа
У дубово-грабових лісах, що панують на території заповідника, росте багато рідкісних видів рослин:
- лілія ласова,
- копитняк звичайний,
- кушир підводний.

Є й рідкісні птахи:
- дрімлюга звичайний,
- жовна чорна.

Озера, розташовані в кратерах, заросли пагонами кушира підводного. По їхніх берегах зустрічаються рогіз і осока. Влітку водойми вкриваються щільним шаром ряски, і нестача кисню унеможливлює проживання в них риб. У кратерах та їх околицях також зустрічаються кумка червоночерева, часничниця звичайна, жаба ставкова, жаба їстівна та жаба гостроморда.
У зоні в'язово-ясеневого байрачного лісу (вологі ліси з родючим ґрунтом) зустрічаються вивільга та дятел. У підліску ростуть черемха і ліщина, а в підліску, серед іншого, петрів хрест, анемона жовтецева, пшінка весняна.
На території заповідника прокладена навчальна стежка. Через весь заповідник проходить туристична стежка. Цікаві місця описані інформаційними щитами. Польське товариство охорони природи «Salamandra» з 1994 року сприяє освітньому розвитку цього місця.

## Кратери і метеорити
У заповіднику є шість кратерів, найбільший з яких має діаметр близько 90 метрів і глибину 11,5 метрів. Вважається, що вони були створені метеоритом, який впав приблизно 5000 років тому.
Перший метеорит у Мораско знайшов у 1914 році німецький військовий під час будівництва військових укріплень. З того часу було знайдено багато уламків. 

### Розміри кратерів
Шість кратерів позначені буквами A–F.
- A. діаметр - 90 м, площа - 4657 м², глибина - 11,5 м, органічних відкладень до 4 м, в субстраті неогеновий мул, вода до 2,5 м,
- B. діаметр - 50 м, площа – 1195 м², глибина - 9 м, органічних відкладень до 3,5 м, в субстраті пісок на глині, вода до 1,5 м,
- C. діаметр - 30 м, площа - 661 м², глибина - 4,3 м, органічних відкладень до 2 м, глина на мулі в субстраті, вода до 0,9 м, періодично без води,
- D. діаметр - 20-35 м, площа - 616 м², глибина - 2,1 м, органічних відкладень до 0,3 м, морена глина в субстраті, безводність, сезонно до 0,3 метрів води,
- E. діаметр - 25 м, площа - 415 м², глибина - 2,2 м, органічних відкладень до 0,2 м, морена глина в субстраті, безводність, сезонно до 0,3 метрів води,
- F. діаметр - 20 м, площа - 284 м², глибина - 3 м, піски та супіски в субстраті, сухий[6].

### Теорії походження кратерів
Зараз більшість вчених схиляються до теорії метеоритного походження кратерів. Це підтверджується тим фактом, що поблизу них були знайдені уламки метеоритної матерії, а також наявністю поблизу них пилу, ймовірно, космічного походження. 
Меншість вчених висуває теорію льодовикового походження кратерів, обґругтовуючи її невідповідністю місць знаходження метеоритів і кратерів, незвичайними формами кратерів та їх взаємним розташуванням. Різні варіанти цієї теорії включають, наприклад, падіння метеорита на льодовик і його транспортування до місця його нинішнього залягання з наступним висіченням льодовиком западин.